# 拉韦尔萨讷
拉韦尔萨讷（法語：La Versanne，法語發音：[la vɛʁsan]）是法国卢瓦尔省的一个市镇，属于圣艾蒂安区。

## 地理
拉韦尔萨讷（45°19'3"N, 4°31'33"E）面积15.13 平方千米，位于法国奥弗涅-罗讷-阿尔卑斯大区卢瓦尔省，该省份为法国中南部省份，北起顺时针与索恩-卢瓦尔省、罗讷省、伊泽尔省、阿尔代什省、上盧瓦爾省、多姆山省和阿列省接壤。
与拉韦尔萨讷接壤的市镇（或旧市镇、城区）包括：阿让塔勒堡、圣热内-马利福、圣雷吉斯迪宽、圣索沃尔昂吕、塔朗泰斯、泰利拉孔布。

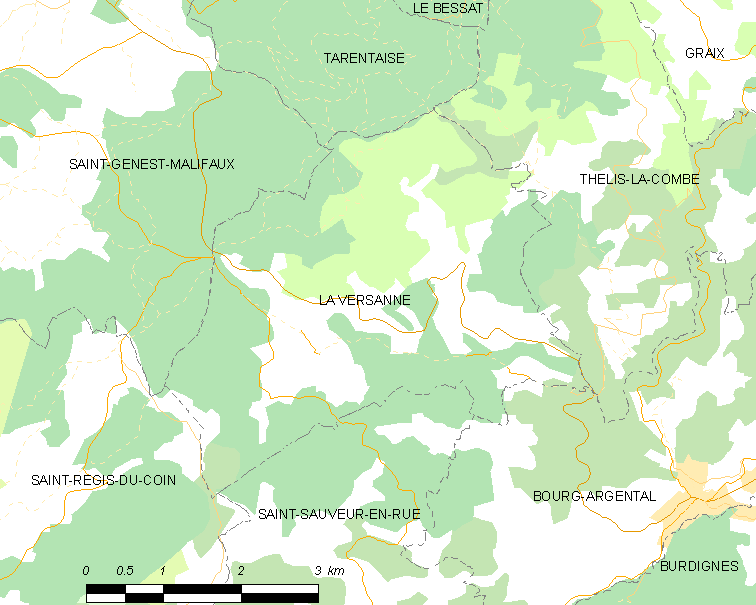
拉韦尔萨讷的OSM定位图

拉韦尔萨讷的时区为UTC+01:00、UTC+02:00（夏令时）。

## 行政
拉韦尔萨讷的邮政编码为42220，INSEE市镇编码为42329。

## 政治
拉韦尔萨讷所属的省级选区为勒皮拉县。

## 人口

1962-2008年间拉韦尔萨讷人口变化图示

拉韦尔萨讷于2022年1月1日时的人口数量为386人。